# Vernois-lès-Vesvres
Vernois-lès-Vesvres és un municipi francès, situat al departament de la Costa d'Or i a la regió de Borgonya - Franc Comtat. L'any 2007 tenia 186 habitants.

## Demografia

### Població
El 2007 la població de fet de Vernois-lès-Vesvres era de 186 persones. Hi havia 52 famílies, de les quals 8 eren unipersonals (4 homes vivint sols i 4 dones vivint soles), 12 parelles sense fills i 32 parelles amb fills.
La població ha evolucionat segons el següent gràfic:
Habitants censats

### Habitatges
El 2007 hi havia 65 habitatges, 53 eren l'habitatge principal de la família, 4 eren segones residències i 7 estaven desocupats. 63 eren cases i 2 eren apartaments. Dels 53 habitatges principals, 38 estaven ocupats pels seus propietaris, 14 estaven llogats i ocupats pels llogaters i 1 estava cedit a títol gratuït; 2 tenien dues cambres, 5 en tenien tres, 11 en tenien quatre i 35 en tenien cinc o més. 43 habitatges disposaven pel capbaix d'una plaça de pàrquing. A 20 habitatges hi havia un automòbil i a 31 n'hi havia dos o més.

### Piràmide de població
La piràmide de població per edats i sexe el 2009 era:
| Homes | Edats   | Dones |
| ----- | ------- | ----- |
| 0     | 95 o +  | 0     |
| 0     | 90 a 94 | 0     |
| 0     | 85 a 89 | 0     |
| 0     | 80 a 84 | 0     |
| 0     | 75 a 79 | 4     |
| 0     | 70 a 74 | 4     |
| 4     | 65 a 69 | 4     |
| 4     | 60 a 64 | 0     |
| 0     | 55 a 59 | 4     |
| 4     | 50 a 54 | 4     |
| 16    | 45 a 49 | 12    |
| 0     | 40 a 44 | 4     |
| 8     | 35 a 39 | 0     |
| 0     | 30 a 34 | 8     |
| 4     | 25 a 29 | 12    |
| 8     | 20 a 24 | 8     |
| 12    | 15 a 19 | 8     |
| 4     | 10 a 14 | 0     |
| 8     | 5 a 9   | 0     |
| 12    | 0 a 4   | 4     |

## Economia
El 2007 la població en edat de treballar era de 117 persones, 83 eren actives i 34 eren inactives. De les 83 persones actives 64 estaven ocupades (39 homes i 25 dones) i 19 estaven aturades (9 homes i 10 dones). De les 34 persones inactives 8 estaven jubilades, 9 estaven estudiant i 17 estaven classificades com a «altres inactius».

### Ingressos
El 2009 a Vernois-lès-Vesvres hi havia 57 unitats fiscals que integraven 179 persones, la mediana anual d'ingressos fiscals per persona era de 12.724 €.

### Activitats econòmiques
L'únic establiment que hi havia el 2007 era d'una empresa de serveis.
L'any 2000 a Vernois-lès-Vesvres hi havia 3 explotacions agrícoles.

## Equipaments sanitaris i escolars
El 2009 hi havia una escola maternal integrada dins d'un grup escolar amb les comunes properes formant una escola dispersa.

## Poblacions més properes
El següent diagrama mostra les poblacions més properes.